# چیهو واتانابه
چیهو واتانابه (انگلیسی: Chiho Watanabe؛ زادهٔ ۱۸ اکتبر ۱۹۷۲) فیلم‌نامه‌نویس اهل ژاپن است.